# Fátima Bezerra
Maria de Fátima Bezerra (née à Picuí le 19 mai 1955) est une enseignante et femme politique brésilienne. Affiliée au Parti des travailleurs (PT), elle est la 56e et actuelle gouverneure du Rio Grande do Norte. 

## Trajectoire politique

### Députée de l'État
Membre du Parti des travailleurs (PT) depuis 1981, Fátima Bezerra a été élue députée d'État du Rio Grande do Norte pour deux mandats : en 1994 puis en 1998.
Pendant le temps où il est resté à l'Assemblée législative de Potiguar (ALRN), elle a été présidente de la Commission des droits de l'homme et de la Commission de la protection des consommateurs, de l'environnement et de l'intérieur. Toujours en tant que parlementaire, elle a été déléguée à la IVe Conférence mondiale sur les femmes (Pékin, 1995) et aux deux premiers Forum de Porto Alegre (2001 et 2002), et a participé à la Rencontre internationale de solidarité avec Femmes cubaines (La Havane, 1998).
De plus, en 1996, 2000, 2004 et 2008, Fátima Bezerra a été candidate à la mairie de Natal, perdant, respectivement, face à Wilma de Faria (deux fois), Carlos Eduardo Alves (pt) et Micarla de Sousa (pt).

### Députée fédérale
En 2002, Fátima Bezerra s'est présentée aux élections pour le poste de députée fédérale du Rio Grande do Norte. Elle a été réélue en 2006, puis en 2010.
Au cours de son premier mandat à la Chambre des députés, en août 2003, elle a voté en faveur de la proposition de réforme de la sécurité sociale présentée par le gouvernement de Luiz Inácio Lula da Silva (2003-2007).

### Sénateure
En 2014, elle s'est présentée comme sénatrice du Rio Grande do Norte sur le ticket qui a soutenu Robinson Faria (pt) du PSD pour le poste de gouverneur. Battant l'ancienne gouverneure Wilma de Faria du PSB, Fátima Bezerra a réussi à se faire élire avec soit 54,84 % des suffrages exprimés.
Avec son élection au gouvernement de l'état, elle est remplacée par son suppléant, Jean-Paul Prates (pt) (PT) assume le mandat.

### Gouverneure du Rio Grande do Norte
Lors des élections nationales de 2018, Fátima Bezerra s'est présentée au gouvernement de Rio Grande do Norte comme candidate de la coalition Do Lado Certo composée du PT, du PC do B et du PHS, avec l'avocat Antenor Roberto comme vice-gouverneur. Au premier tour, elle a pris la 1re place, avec 46,17% des suffrages exprimés. Au second tour, elle a été élue gouverneur de l'État avec 57,60% des suffrages. Lors des élections nationales de 2022, sa popularité est confirmée et elle remporte la campagne électorale dès le premier tour avec 58% des suffrages.
Lors de l'invasion du congrès national du 8 janvier 2023, elle apporte son soutien au gouvernement de Lula et envoie des renforts pour maintenir l'ordre à Brasilia.

## Controverses

### Demande d'annulation
Fátima Bezerra et Antenor Roberto ont été la cible d'une action du ministère public électoral qui demande la destitution ou la suspension de la liste avec la désapprobation de leurs comptes déjà approuvés avec des réserves par le Tribunal électoral.

### Attaques sur les réseaux sociaux
Au milieu de la pandémie de COVID-19, le médecin Nelson Geraldo Freire Neto, cousin de l'ancien gouverneur du Rio Grande do Norte, Fernando Freire (pt), et partisan de Jair Bolsonaro a reçu l'ordre de supprimer quatre messages publiés sur Facebook et Instagram dans lesquels il a attaqué Fátima Bezerra. Dans des publications, Nelson a qualifié le gouverneur de trafiquante de drogues et de macumbeira,.